# Biskupija (Šibensko-kninska županija)
Biskupija je općina u Hrvatskoj. Nalazi se u Šibensko-kninskoj županiji. Sjedište općine je naselje Orlić.

## Zemljopis
Općina Biskupija se nalazi na prostoru Kosovog polja južno od Knina.

## Općinska naselja
Općinu čini 8 naselja: Biskupija, Markovac, Orlić, Ramljane, Riđane, Uzdolje, Vrbnik i Zvjerinac.

## Stanovništvo
Po popisu stanovništva iz 2011. godine općina Biskupija imala je 1699 stanovnika, raspoređenih u 8 naselja:
- Biskupija – 406
- Markovac – 63
- Orlić – 302
- Ramljane – 118
- Riđane – 67
- Uzdolje – 226
- Vrbnik – 447
- Zvjerinac – 70

| broj stanovnika | 4994  | 5082  | 4387  | 5285  | 5586  | 6027  | 5757  | 7279  | 6698  | 7102  | 7155  | 6503  | 5682  | 5417  | 1669  | 1699  | 1177  |
|                 | 1857. | 1869. | 1880. | 1890. | 1900. | 1910. | 1921. | 1931. | 1948. | 1953. | 1961. | 1971. | 1981. | 1991. | 2001. | 2011. | 2021. |

### Nacionalni sastav, 2001.
- Srbi – 1290 (77,29)
- Hrvati – 337 (20,19)
- Slovenci – 2
- ostali – 8 (0,48)
- neopredijeljeni – 31 (1,86)
- nepoznato – 1

### Nacionalni sastav naseljenog mjesta Biskupija
| godina popisa | ukupno | Srbi           | Hrvati      | Jugoslaveni | ostali     |
| ------------- | ------ | -------------- | ----------- | ----------- | ---------- |
| 1991.         | 993    | 906 (91,23 %)  | 83 (8,35 %) | 0           | 4 (0,40 %) |
| 1981.         | 1045   | 856 (81,91 %)  | 88 (8,42 %) | 97 (9,28 %) | 4 (0,38 %) |
| 1971.         | 1210   | 1094 (90,41 %) | 82 (6,77 %) | 31 (2,56 %) | 3 (0,24 %) |

## Kultura
U selu Biskupiji, pronađen je Pralik Gospe Velikoga Zavjeta iz druge polovice 11. stoljeća.

## Vanjske poveznice
- Službena stranica Općine Biskupija

|  | Portal Hrvatske – Pristup člancima s tematikom o Hrvatskoj. |